# Of June
Albums de Owl City
Maybe I'm Dreaming
(2008)
Of June est le premier EP e la première œuvre du projet synthpop américain Owl City. Il est téléchargé sur MySpace le 29 août 2007 et publié sur iTunes avec une nouvelle pochette après le succès de l'album Ocean Eyes le 30 mars 2010. Il contient un total de sept pistes.

## Contexte
Lors d'un week-end de juin 2007, Adam Young se retrouve seul dans la maison de ses parents pendant quelques jours et commence à composer des mélodies et des paroles. Il finit par écrire sept titres pour « un EP de musique ». Of June est enregistré en juillet 2007. Adam Young publie l'EP sur MySpace, ce qui lui permet de se constituer une base de fans en ligne.
L'EP est sorti en version numérique le 16 décembre 2008. À la suite du succès surprise du deuxième album studio d'Owl City, Ocean Eyes, qui comprend une version remixée de  Hello Seattle, Of June est pressé et réédité par Universal Republic le 30 mars 2010.

## Réception critique
Jared Johnson du site AllMusic écrit : « Ses paroles sont de la poésie pour un nombre surprenant d'âmes qui, comme lui, semblent s'être lassées des standards du Top 40 ». Il fait l'éloge de la chanson Hello Seattle, la qualifiant de « cœur de l'album », tout en remarquant que « chaque chanson a des parties géniales ». Zach Hall de Jesus Freak Hideout complimente des chansons telles que Hello Seattle et Fuzzy Blue Light.

## Liste des pistes
Toutes les chansons sont écrites et composées par Adam Young.
| 1.    | Swimming in Miami         | 4:55 |
| 2.    | Captains and Cruise Ships | 3:24 |
| 3.    | Designer Skyline          | 3:28 |
| 4.    | Panda Bear                | 3:08 |
| 5.    | The Airway                | 3:20 |
| 6.    | Fuzzy Blue Lights         | 4:40 |
| 7.    | Hello Seattle             | 2:57 |
| 25:52 |                           |      |

## Classements
| Classement (2009–10)                       | Meilleure position |
| ------------------------------------------ | ------------------ |
| South Korean Albums (Gaon)                 | 38                 |
| US Top Dance/Electronic Albums (Billboard) | 15                 |